# Morse-Nunatakker
Die Morse-Nunatakker sind eine isolierte Gruppe von Nunatakkern in der antarktischen Ross Dependency. Sie ragen 7 km südlich des Mount Achernar zwischen dem Lewis-Kliff und den MacAlpine Hills auf.
Das Advisory Committee on Antarctic Names benannte sie 1966 nach Oliver C. Morse III., Ionosphärenphysiker auf der Amundsen-Scott-Südpolstation im Jahr 1960.